# Vanina (film 1922)
Vanina (Vanina oder Die Galgenhochzeit) è un film muto tedesco del 1922. Diretto da Arthur von Gerlach, vede Asta Nielsen, Paul Wegener e Paul Hartmann nei ruoli principali. È tratto dal racconto Vanina Vanini di Stendhal (1829).

## Trama
Un manipolo di rivoltosi si insinua nel palazzo del governatore, una sera, durante un ricevimento. Il giovane che pare essere alla loro testa vi incontra, in una delle camere, una fanciulla. È amore subitaneo. Ma in breve tempo l'effrazione viene sedata, e il giovane viene presentato, in ceppi, al governatore, dalle guardie, che lo indicano come il capo della rivolta. La fanciulla, che appare essere la figlia del governatore, afferma invece, davanti agli invitati e ai dignitari, trattarsi di un errore: il prigioniero è il suo promesso sposo. Il governatore non può far altro che far liberare il giovane, ma con un macabro piano in mente.
Il governatore dice al giovane di concedergli la mano della figlia ad una condizione: egli avrebbe dovuto rivelargli i piani dell'insurrezione, che nelle vie e nelle piazze della città infuria ancora. Il giovane è dibattuto fra il tradire la causa o tradire la fidanzata, e opta per la prima opzione, salvo poi pentirsene. Ma è troppo tardi: le truppe del governatore, al quale sono stati rivelati i piani rivoluzionari, stanno iniziando a reprimere efficacemente i moti. Il governatore fa celebrare le nozze fra la figlia e il capopopolo quella sera stessa, e, una volta conclusa la cerimonia, destina – con una sorta di compiacimento sadico - alla presenza di tutti alla forca il giovane, che viene imprigionato, con grande smacco per la fanciulla.
La ragazza cerca in ogni modo di convincere il padre a far revocare la condanna a morte del suo neo-marito, invano. Allora attacca fisicamente il padre, disabile, e ha la meglio su di lui. Confeziona un documento di scarcerazione recante il timbro ufficiale. Con esso si reca nelle segrete del palazzo: le guardie, attonite, non possono che consegnarle il prigioniero. Il giovane e la sua novella sposa percorrono i labirintici meandri del palazzo in cerca di una via d'uscita. Ma intanto il governatore si è ripreso, ed allarma il proprio seguito.
Al di là di una porta, il fuggiasco e la ragazza incontrano malauguratamente il governatore, con i suoi scagnozzi e il boia, che si impadroniscono del rivoltoso. La porta si richiude sulla donna. La condanna a morte viene verosimilmente eseguita: al termine, il governatore esce dalla stessa porta e passa a fianco della figlia, che nel frattempo si era accasciata al suolo.